# 衣锡群
衣锡群（1947年8月—），中国企业家；北京化工学院毕业，清华大学经济管理工程研究生。现任北京控股有限公司董事长，还兼任招商银行独立董事、SOHO（中国）有限公司独立董事、中国产业发展促进会副会长、京城企业协会会长等职。

## 早年经历
年轻的时候，衣锡群一心想成为一位诗人；然而，在中国政治动荡的1970年代，这个梦想并没有能够实现。24岁时［年龄错：1975年12月北京化工学院毕业分配到塑料厂，28周岁］，他被分配到“北京塑料制品厂”做技术员；四、五年后，升任车间主任。改革开放后，为了扩充自己的知识，衣锡群考入清华大学的企业干部研究班，学习西方经济学。毕业后，他回到“北京塑料制品厂”；在30岁时［年龄错：清华的企业干部研究班共三届，1981/1982/1983，因此毕业时为34/35/36岁］，就被提拔为这家国有企业的负责人。

## 平步青云
此后，衣锡群一直在北京市的国有企业、政府机关任职。历任北京市二轻工业总公司副经理，市经济体制改革办公室副主任，北京市西城区区长，市长助理、兼对外经济贸易委员会主任、北京市经济技术开发区管委会主任等职。1999年，衣锡群被任命为频临危机边缘的北控公司的负责人。正是这样的安排，使得他的仕途就此结束。当年他的手下，如今，有十多位都已经是省部级的高官了。

## 解救北控
在香港证券交易所上市的第一只冠以“北京”概念的红筹股——北京控股有限公司到1999年时，其盈利水平逐年下降；而母公司京泰集团，更是背负数十亿港元的债务，而账面上只有100万美元，面临破产的威胁。此时，衣锡群临危受命，被北京市政府决策层任命为京泰集团副董事长、北控董事局副主席。
衣锡群决定，借鉴当年王岐山在处理广东粤海、广信危机时的经验，通过一系列回购、配售等融资活动，九个月内就套现达22.52亿港元。
2003年，王岐山出任北京市市长。衣锡群看中了“北京燃气”的发展潜力，于是向新市长建议对两家企业进行联合重组。于是，2005年1月8日，由京泰实业和北京市燃气集团联合重组而成的北京控股集团，以近370亿人民币的资产总额，称为北京市最大的国有企业之一；同时衣锡群被任命为北京控股集团的董事长。